# إنستينكت (مجلة)
إنستِنكت (ISSN 1096-0058) هي مجلة شهرية موجهة للرجال المثليين. صدرت المجلة للمرة الأولى في 1997 من قبل شركة إنستينكت للنشر. وتم توزيعها من قبل كورتيس للتوزيع. يرأس تحرير المجلة حاليًا مايك وود. فيما يقع المقر الرئيسي للمجلة في بربانك، كاليفورنيا.

## وصلات إضافية
- الموقع الرسمي